# 地元にあって合一である立場に立つ教会
地元にあって合一である立場に立つ教会（じもとにあってごういつであるたちばにたつきょうかい、繁体字中国語: 地方教會、英語: Local churches）はキリスト教系宗教グループ。ローカル・チャーチ、地方教会、地方召会とも呼ばれる。中国のキリスト教運動から始まったグループで、これらの運動では「地上における教会の境界線は唯一、都市にあるとする」としている。また、この教会では回復訳聖書が用いられることが知られる。「地元にあって合一である立場に立つ教会」は世界中へと広まっており、数百万人の教会員が存在する。

## 概要
「地方教会」はウォッチマン・ニーとウィットネス・リーにより、中国で発展した。「地方教会」は教派の本部を持たず、それぞれの信徒が居住する都市において「某地方に在る教会」という名称で個々に教会が運営され、総会や区会などは存在しない。この教派の特徴として、団体名が存在しないことが挙げられ、これらの教会名は便宜上の名称とされる。また、「地方教会」では聖職者階級制度を持たず、個々の教会には牧師、神父などの聖職者階級が存在しない。洗礼においては、「滴礼」を聖書的ではないとして批判し「浸礼」を採用している。
日本語では「教会」という単語のギリシャ語原文 ekklesia が、「から」を意味する ek と、「召された」を意味する kaleo の派生語から成っていることから、召し出された者たち（会衆）すなわち、「召会」とする方がギリシャ語原文に忠実であるとし「地方召会」とも称する。また、キリスト教年鑑には「地元にあって合一である立場に立つ教会」という名称で掲載されている。

## 歴史

### 起源
「地方教会」の発展は中国福建省出身のウォッチマン・ニーの改宗活動より発する。若い頃からニーは聖職者として献身し、上海へ転居した後はクリスチャンの信仰と教会の実践に関する著作を記した。ウォッチマン・ニーがウィットネス・リーに初めて会ったのは、1932年のことであった。それより2年後、リーは、ニーと共に活動するために上海へと移った。いくつかの活動のうち、リーはニーのいくつかの著作物の発行の責任者を受け持っていた。翌年には、ニーは多くの著作を発表し、教会関係者を対象に定期的な講習会を開いた。ニーとリー、そしてその他の協力者たちは、1949年の中華人民共和国の設立までに、中国のみならず、東南アジアにまで600を越える「地方教会」を設立した。これらの教会ではその初期のうちから、キリストの主観的経験の重視と新約聖書に基づいた教会の設立の実践に関する特徴が確立していた。

### 他教派との関係
プロテスタントとしての職制や聖餐について、その多くがプリマス・ブレザレンより持ち込まれた。1930年から1935年までは、「地方教会」はこのキリスト教グループと関係を保っていたが、ニーと何人かの中国人指導者は他の教会での聖餐への参加を認めず、1935年には関係が解消された。教派や信仰の実践の形態が違っていても、すべての都市に、すべてのキリスト教信徒が集まる教会が一つだけあればよいというのが、ニーの主張であった。ニーはそれがキリスト教の信徒の分裂を排除し、すべてのキリスト教の信徒が出会えるより大きな基盤となると信じた 。

### 1949年以降
中国においては、1880年代から西欧人宣教師によらず「中国人による教会」を立てようとする動きがはじまり、複数の教派が大きな成功を収めた。中華人民共和国設立時点（1949年）で、「地方教会」は中国人による教会としては信徒総数が2番目に多い7万人であった。しかし中華人民共和国では当局の監督と外国による影響力の排除を中心としたキリスト教への統制策が採られ、中国人による教会でも統制を受け入れて公認されるか迫害を覚悟して地下活動に入るかの何れかの選択を迫られた。ウォッチマン・ニーも1952年に逮捕・投獄されて、15年の刑期を過ぎても収監され続けて1972年に死去した。
その一方で前年の1948年に台湾へ赴いたウィットネス・リーは本土での活動が禁じられる中でニーの継承者として宣教を継続、1970年の時点で成人信徒4万人・児童を含めた信徒総数8万人の信徒を獲得し台湾全域に65もの教会を構えカトリック教会・長老派教会に次ぐ第3の教派にまで成長した。
海外布教にも着手し、1958年にリーが初訪米。ロサンゼルスにアメリカ最初の教会を1962年に構えたのを皮切りとして、1969年までにカリフォルニア、ニューヨーク、テキサスに「地方教会」を設立した。1972年には、アメリカでの拠点をアナハイムへと移転した。リーの派は中国ではニーの派の分派として「呼喊派（こかんは）」と呼称される。それは叫ぶことを特徴とするためで、信徒達はわずか4つの言葉「おー、主よ、アーメン、ハレルヤ」を発するとも言われている。

#### 分派「中華大陸行政執事站」の派生
1994年には、呼喊派からのさらなる分派として「中華大陸行政執事站」という派が現れた。「この派のみが、中国のすべての呼喊派と地下教会を管轄する責任がある」と主張する。またウィットネス・リーを「生きたキリスト」と持ち上げる。中国では共産党の許可を得ていない宗教は邪教として弾圧され、この派も呼喊派とともに2014年に中国反邪教協会より邪教と名指しされている。

### アメリカでの発展
「地方教会」は、1960年代後半から1970年代にかけて、アメリカのChristian Research Institute、Answers In Actionなどの団体から激しい反対に遭った。のちに一部の団体とは和解している。2008年にChristian Research Instituteの代表者であるハンク・ハネグラフ、Answers In Actionの理事であるグレッチェン・パッサンティーノより、過去の誤解の経緯、「地方教会」の正統性などを示す声明文が発表された。また、アメリカの神学校であるフラー神学大学が、「地方教会」の実行者との長期的な対話と、ウォッチマン・ニーとウィットネス・リーの著書の徹底的な調査と検討を通して、「地方教会」の実行と彼らの持つ神学の正統性を認め、同時に「地方教会」の実行のカルト性を完全に否定する声明文を発表した。
Christian Research Instituteは、2009年に団体で発行している「Christian Research Journal」で『We Were Wrong (わたしたちは間違っていた)』を発行した。過去行った反対活動により「地方教会」の実行がカルト視され、大きな被害を与えた事を謝罪し、「地方教会」の正統性を、62ページある紙面の内、50ページ以上を割き詳細に論じた。
現在、東京に在る教会によれば、「地方教会」の実行はアメリカ合衆国、極東、ヨーロッパ、ロシア、南アメリカ、アフリカ、そして、中東など世界中に広がっている。

## 論争の歴史
ウィットネス・リーや「地方教会」にはその主張から伝統的キリスト教教会などから多くの否定的な意見が寄せられた。1976年には『The Mindbenders』『The God-Men』という批判的書籍に対して、「地方教会」が訴訟を提起し、教会に対する名誉棄損を認める判決が下された。2001年には「地方教会」を含む『Encyclopedia of Cults and New Religions』を出版したHarvest House Publishersに関する訴訟があったが、「地方教会」の主張は棄却された。この訴訟に関し、出版社の弁護団を務めたシャープテキサス法科大教授は、法廷をこの種の論争に巻き込み、膨大な訴訟費用を費やすことは無益であり、宗教的見解を表明しただけで名誉毀損になるというのであれば、われわれは宗教論争ができなくなる、との見解を示している。また前述の通り、2008年には当初は批判的であったChristian Research Institute、フラー神学大学が対話の後に「地方教会」を肯定的に受け止めるようになった。

### 公開書簡で指摘される神学的論争となっている主要な点（抜粋）
2007年1月9日、7か国の60人以上の福音派キリスト教学者と宣教指導者が「地方教会」へ、他の教会や組織への教義・法的攻撃を放棄する様に呼び掛ける公開書簡「Open Letter to the Leadership of Living Stream Ministry and the "Local Churches"」に署名し、公開した。そこで指摘される論争点となるウィットネス・リーの見解（抜粋）は以下である。なおこれについては上記のChristian Research Instituteが「地方教会」を支持する立場から機関誌「Christian Research JOURNAL」にて2009年に反論を行っている。

#### 神の性質について
- 息子は父と呼ばれる。だから、息子は父でなければならない。この事実を認識しなければならない。ある人々にとっては、彼は父であると呼ぶが、実際には本当の父ではないのである。 しかし、どうして彼は父と呼ばれ、しかし父になっていないのだろうか？誰も彼に近づくことができない場所で（テモテへの手紙一・6章16節）、神は父である。彼が彼自身を示すとき、彼は息子です。彼の名前は「永遠の父」と呼ばれています。 私たちに与えられたこの素晴らしい息子は、まさに素晴らしい父です。
- ...神全体、三位一体の神が肉になった。

#### 人類の性質について
- キリストには人間と神の二つの性質があり、私たちは同じです。私たちは人間の性質のものですが、神に覆われています。彼（キリスト）は神の人であり、私たちも神の人です。 彼は金で覆われた木でできた箱舟、そして私たちは金で覆われた木でできた板です。数は異なりますが、本来私達はまったく同じです。
- 神は信者に 「私は神であり人間だ」と言うことができ、神の信者は「主よ、あなたを賛美します。あなたは神であり人間であり、私たちは人間であり神です。」と言うことができる。

#### 福音派教会と宗派の正当性について
- 主はキリスト教世界に彼の教会を建てておらず、それは背教者のローマ・カトリック教会とプロテスタントの宗派で構成されています。真の教会の建設が成し遂げられるというこの預言は、「主の回復」（＝「地方教会」）を通して実現されています。
- 背教教会は主の言葉から逸脱し、異端になりました。改革派教会は、ある程度主の言葉に回復しましたが、ルタ―派、メソジスト派、英国国教会、長老派、バプテストなど、他の多くの名前をとって、自分の名前を挙げて主の名を否定しました。主の言葉から逸脱することは背教であり、主の名前以外の名前をとることによって教会を命名することは霊的な淫行です。
- 神を知ることは適切ではありません。キリストを知ることも適切ではありません。教会を知ることさえ適切ではありません。「地方教会」を知る必要があります。今日は「地方教会」の日であることに気付くでしょう。

### 日本における批判的見解
日本における批判的見解として以下がある。
- 東京基督教大学 国際宣教センター・日本宣教リサーチの『JMR調査レポート（2017年4月）』[34] では「教義上あるいは信仰の実践上、キリスト教もしくはプロテスタントの一派と見なすことが困難とされるグループや教会の１つ」として、セブンスデー・アドベンチスト教会、イエス之御霊教団、萬国福音教団、聖書研究会（実際には統計に入れられており、聖書研究会は東京基督教大学支援会員であるという。詳細不明）、基督心宗教団、復元イエス・キリスト教団、真イエス教会日本総会、アメン教団、日本基督召団、原始福音（キリストの幕屋）、同仁キリスト教団と共に「地元にあって合一である立場に立つ教会」を挙げている。
- 日本オープンバイブル教団代表・生駒聖書学院の教授であり、神戸キリスト栄光教会主管牧師の菅原亘は著書において異端としてエホバの証人、末日聖徒イエス・キリスト教会（モルモン教）、世界平和統一家庭連合（家庭連合）、「ベレヤの教え」（ベレア、日本ベレア宣教会）と共に「ウィットネス・リー」を取り上げ「既成の教会のあり方を攻撃」し「無意味であるように教え」「自分たちのグループに誘う」と言及している。ただし、ウォッチマン・ニーには言及していない[35]。

## 信仰
ニーの各地方・一つの都市に教会は唯一であるべきとの主張により、この団体は便宜上以上の名称をもっていない。「地方教会」に属する信徒はキリストの主観的経験、地方合一の立場、キリストのからだの一を重要視する。また、教会の出版部門であるリビング・ストリーム・ミニストリーからは「回復訳聖書」が出版されている。

## 集会
「地方教会」では集会において、「コリントの信徒への手紙一 14：26」の「兄弟たち、それではどうすればよいだろうか。あなたがたは集まったとき、それぞれ詩編の歌をうたい、教え、啓示を語り、異言を語り、それを解釈するのですが、すべてはあなたがたを造り上げるためにすべきです。 」 を元に「相互性」を実践する。
参会者には信仰の告白や、賛美歌への参加、あるいは自由に祈ることが推奨される